# Rathaus Tempe

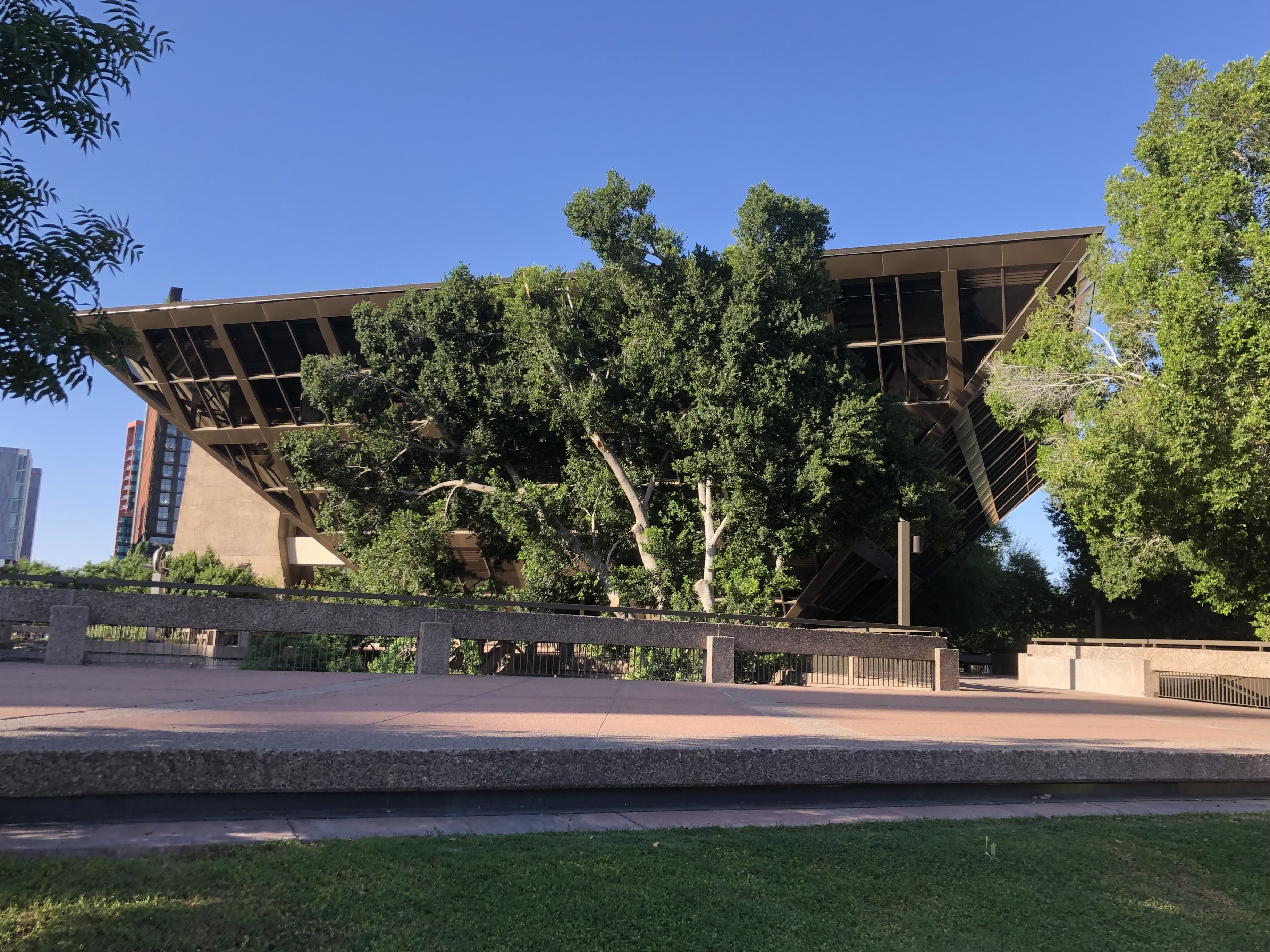
Rathaus Tempe, 2023

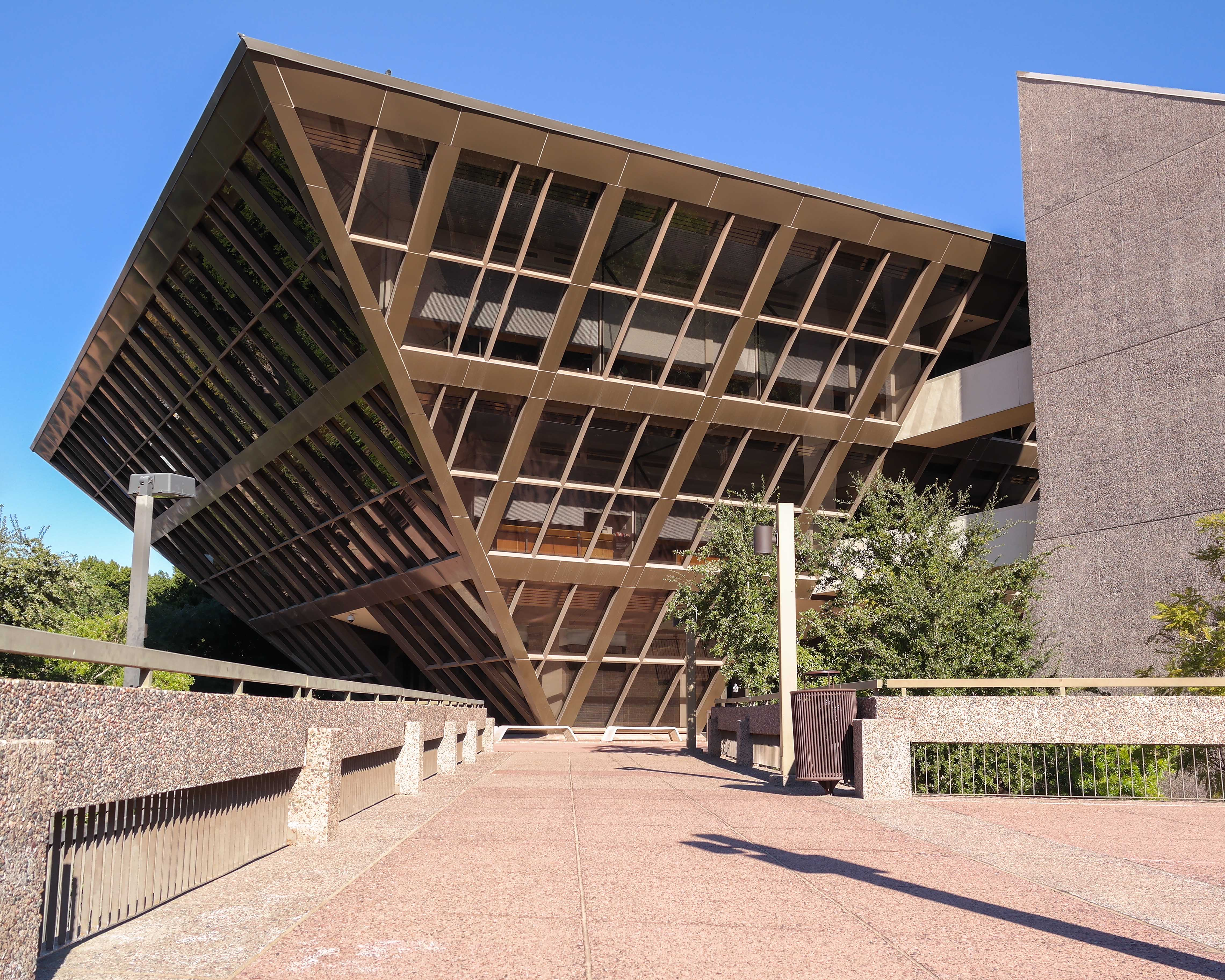
2013, rechts der Treppenturm

Das Rathaus Tempe (englisch Tempe Municipal Building) ist das Rathaus der Stadt Tempe in Arizona.

## Lage
Das Rathaus befindet sich in der Innenstadt von Tempe, zwischen der nördlich verlaufenden E 5th Street und der südlich liegenden E 6th Street, an der Adresse 31 E 5th Street.

## Architektur und Geschichte
Das im Jahr 1970 errichtete dreigeschossige Gebäude ist als auf dem Kopf stehende Pyramide ausgeführt. Die ungewöhnliche Bauform machte das Rathaus auch zu einem Wahrzeichen der Stadt. Architekt war der in Tempe geborene Michael Goodwin, der mit seinem Vater Kemper Goodwin zusammenarbeitete. Die Diagonalen der Pyramide sind in Nord-Süd- bzw. West-Ost-Richtung ausgerichtet. Die Seiten der Pyramiden weisen einen Neigungswinkel von 45 Grad auf. Der Stahlbau gilt als früher Versuch eines passiven Solardesigns. An der Südostseite ist ein Treppenturm aus Beton angefügt. Umgeben ist die Pyramide von einem Büroräume enthaltenden Kellergeschoss, die einen Innenhof bilden, aus dem sich die Pyramide erhebt. Diese Büros haben ihre Fenster zum Innenhof.
Das Rathaus entstand an Stelle des 1914 errichteten alten Rathauses. Zunächst plante die Stadtverwaltung das neue Gebäude an einem neuen Ort an der Rural Road und Southern Avenue zu errichten, um der schlechter gewordenen Situation der Innenstadt auszuweichen. Goodwin warb jedoch für diesen Standort, um so einen Impuls für die Revitalisierung des Stadtzentrums zu setzen. Tatsächlich gelang im Anschluss eine Wiederbelebung der Innenstadt.
Die Eröffnung des Hauses erfolgte 1971.

## Vorgängergebäude
Der Vorgängerbau war 1914 nach Plänen von Leighton Green Knipe (1878–1941) im Stil des Neoklassizismus errichtet worden. Es verfügte über vier monumentale griechische Säulen, die einen großen Dreiecksgiebel trugen. Zum Eingang führte eine steile Treppe aus 14 Stufen. In den 1930er Jahren machte sich eine Erweiterung erforderlich. Es wurde ein Ost- und ein Westflügel angefügt. Im Ostflügel war von 1941 bis 1957 die öffentliche Bibliothek Tempes untergebracht.

## Auszeichnungen
1971 erhielt das Haus eine Auszeichnung vom American Institute of Steel Construction und 1972 von der Western Mountain Region des American Institute of Architects. 2010 wurde dem Bau der 25 Year Award der Arizona Society of the American Institute of Architects verliehen.